# Гереєво
Гере́єво (рос. Гереево) — присілок в Ігринському районі Удмуртії, Росія.

## Населення
Населення — 121 особа (2010; 122 в 2002).
Національний склад станом на 2002 рік:
- удмурти — 91 %

## Урбаноніми[3]
- вулиці — Ключова, Колтима